# 保加羅沃
保加羅沃是保加利亞的城鎮，位於該國東南部，距離首府布爾加斯20公里，由布爾加斯州負責管轄，面積52.03平方公里，海拔高度72米，2010年人口2,036。